# リカルドエステシア
リカルドエステシア（学名 Richardoestesia）は、後期白亜紀の北アメリカに生息した中型獣脚類の属の一つ。R. gilmorei とR. isoscelesの2種を含む。

## 種

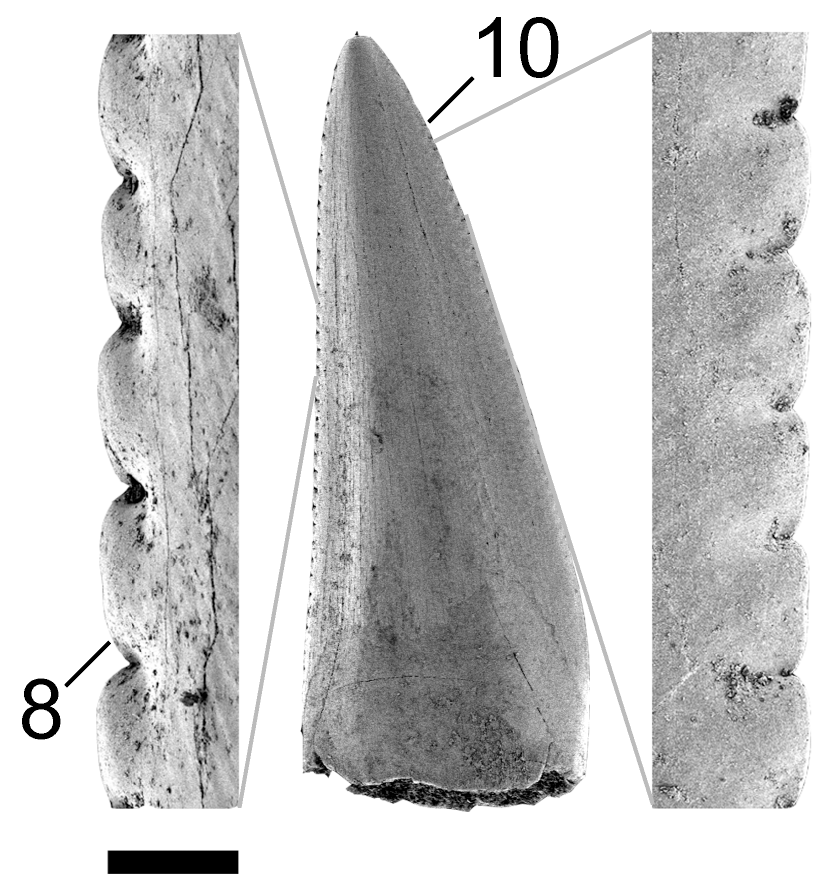
R. isoscelesの歯

Richardoestesia gilmoreiのホロタイプ (NMC 343) はジュディスリバー累層上部（カンパニアン）で発見された下顎骨のペアである。その顎は細長く、193mmの長さで、歯は小さく、その歯には細かな鋸歯がついている。この鋸歯の密度がこの種を特徴づける。
2001年、ジュリア・サンキーはRichardoestesia isoscelesを LSUMGS 489:6238 という歯の標本に基づいて記載した。アグヤ累層から産出したものである。その歯は模式種のものよりも長く、湾曲が小さい 。R. isoscelesの歯はもともとセベスコスクスのようなクロコダイル様類のものと考えられていた。種小名は｢二等辺三角形｣の意である。

## 生息年代を巡る議論

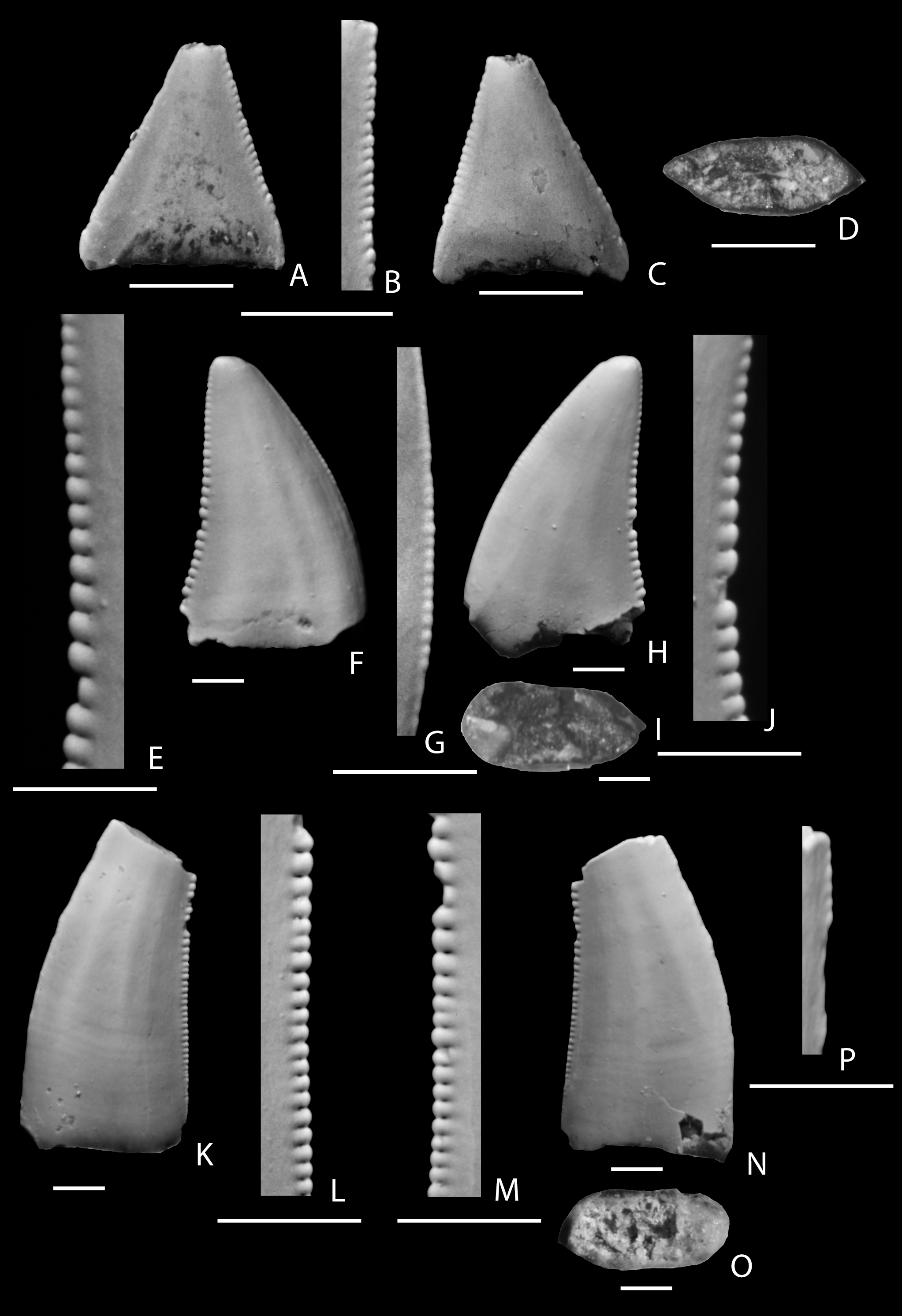
サンフアン盆地産の歯の参照

リカルドエステシア的な歯はホースシューキャニオン累層、スコラード累層、ヘルクリーク累層、そしてランス累層においても数多く見つかっている。これらの地層は約6600万年前と推定されている。この属に似たような歯はバーレミアンつまり1億2500万年前のシダーマウンテン累層でも見られる。。
この多くの歯の場所と時代の隔たりからして、これらの歯の持ち主が同一属あるいは同一種であるとは考えづらいと研究者たちは疑っている。2013年に発表された歯の比較研究は、R. gilmoreiとR.isosceles の両方は76.5〜7500万年前のダイナソーパーク累層にのみ存在していたと指摘した。 R.isosceles はまた、ほぼ同じ年齢のアグヤ累層にも存在していた。すべての他の歯は、おそらく体の化石を欠くために命名できない異なる種、あるいは属のものである可能性が高い。